# Gare de Trenton Junction
Pour les articles homonymes, voir Trenton.
La gare de Trenton Junction est une gare ferroviaire à Quinte West en Ontario. La gare est desservie par les trains de Via Rail qui relient Toronto et Ottawa. Ouverte en 1856, la gare servait de gare de jonction entre la ligne principale du Grand Tronc et la Central Ontario Railway, aujourd'hui disparue.

## Situation ferroviaire
La gare est située au point milliaire 232,8 milles (374,7 km) de la subdivision Kingston du Canadien National, entre les gares de Cobourg et de Belleville.

## Histoire
La communauté a été fondée comme un port lacustre qui fournissait des services aux terres agricoles environnantes. Au début, l'industrie dominante était celle du bois, avec de grands chantiers concentrés le long de la rivière Trent et de la baie de Quinte. Le premier chemin de fer à arriver est le Grand Tronc, qui relie entre Toronto et Montréal. Il fut suivi par le chemin de fer du comté de Prince-Édouard (rebaptisé plus tard le Central Ontario Railway), qui reliait la communauté aux régions forestières et agricoles productives au nord et au sud de la ville. Les ajouts ultérieurs de chemins de fer comprennent le Canadian Northern Railway en 1911 et le Canadien Pacifique en 1913.
La première gare de Trenton a été construite avec l'ouverture de la ligne du Grand Tronc en 1856. Bien que l'on ne sache pas si le bâtiment était l'une des premières gares standard en pierre ou en brique, le bâtiment a été construit par la société Peto, Brassey, Jackson & Betts, entrepreneurs ferroviaires anglais. La gare était une structure à un seul étage, et l'intérieur contenait une salle d'attente pour les passagers, une billetterie et une salle de fret et d'express. Le quai était en bois. Au début des années 1900, les travaux de nivellement associés au réaménagement de Trenton Junction et du canal de Trent a entraîné la reconstruction de la gare.
La deuxième gare a été construite en 1901 par le Grand Tronc. Il s'agissait d'une structure à ossature d'un étage avec un toit en croupe à clocheton, une section centrale de deux étages surmontée d'un toit en croupe et une fenêtre rectangulaire pour l'opérateur. À l'intérieur, le bâtiment contenait des salles d'attente générale et pour les dames, une billetterie et une grande salle de fret et d'express. La gare comprenait une plateforme en bois qui a été modernisée par la suite. Les raccordements aux voies adjacentes du Central Ontario Railway qui passaient sous la ligne du Grand Tronc, se faisaient par une série d'escaliers et un ascenseur.
La gare a été démolie, probablement à la fin des années 1960, et remplacée par un petit abri qui a été amélioré au fil du temps pour servir les passagers de Via Rail.

## Service des voyageurs

### Accueil
La gare est un petit abri qui est ouvert 60 minutes avant l'arrivée du train et reste ouvert pendant 30 minutes après le départ du train. La gare est équipée d'un téléphone payant et de toilettes. L'abri intérieur est chauffé en hiver. La gare dispose d'un stationnement extérieur pour les voyageurs.

### Desserte
Deux à trois trains en direction de Toronto, et deux à trois en direction d'Ottawa s'arrêtent à Trenton Junction chaque jour.

### Intermodalité
Le stationnement extérieur est gratuit aux voyageurs de Via Rail. Le transport en commun local est assuré par Quinte Transit. La ligne A fait le tour de la ville, y compris Market Square, l'Hôpital mémorial de Trenton, Walmart, Metro, le parc du Centenaire, et Trenton Town Centre, toutes les heures. Le service est disponible en semaine de 6h à 19h (le dernier trajet sur demande), et le samedi de 9h à 16h.